# Gaston Barreau

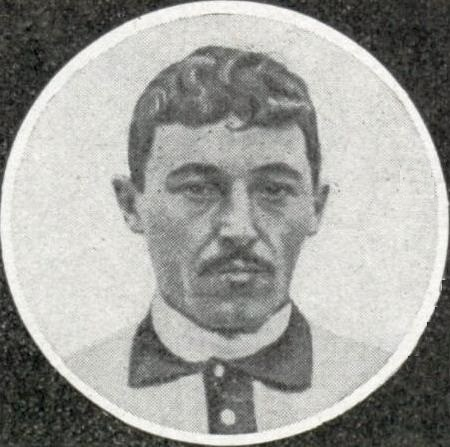
Gaston Barreau (1913)

Gaston Barreau (* 7. Dezember 1883 in Levallois-Perret; † 11. Juni 1958 ebenda) war ein französischer Fußballspieler und -funktionär. Von November 1919 bis zu seinem Tod war er einer der Verantwortlichen im Auswahlkomitee für die französische Nationalmannschaft und wird vom französischen Fußballverband von 1932 bis 1956 als Sélectionneur geführt. In internationalen Statistiken wird er im Allgemeinen als Nationaltrainer bezeichnet.

## Spielerkarriere

### Im Verein
Als Aktiver spielte Gaston Barreau von 1898 bis 1907 für den FEC Levallois, zu dem er nach zwei Gastspieljahren bei den Pariser Vereinen Standard A.C. und Club Français zurückkehrte. Von 1909 bis 1919 spielte der Mittelfeldspieler wieder in seiner Heimatstadt; in diese Zeit fielen auch seine zwölf Einsätze in der Équipe tricolore.

### In der Nationalmannschaft
Am 30. April 1911 stand Barreau zum ersten Mal in der französischen Auswahl; bei der 1:7-Niederlage in Brüssel gegen Belgien war er gleich Mannschaftsführer. Nach einer Verletzung verließ er in der 30. Minute das Feld, kam jedoch zur zweiten Halbzeit zurück. Nach zehn weiteren Begegnungen wurde er erst wieder am 31. Mai 1914 als Kapitän eingesetzt. Auch in diesem, seinem zwölften und letzten Spiel für Frankreich, wurde er verletzt; trotz eines Schulterbruchs eine Viertelstunde vor Schluss blieb er aber auf dem Platz. Dennoch verlor sein Team das Match in Budapest gegen Ungarn mit 1:5.

## Funktionärslaufbahn
Mit Gründung des französischen Fußballverbandes wurde ein Auswahlkomitee eingerichtet, das für die Aufstellung der Nationalmannschaft verantwortlich war. Comité de sélection war die offizielle Bezeichnung, aus der sich die spätere Begriffsverengung auf Sélectionneur („Auswählender“) für den Nationaltrainer entwickelte. Diesem Komitee gehörte Barreau als technischer Direktor an, der die Verantwortung während des Spiels trug. Ihm stand dabei jeweils ein Trainingsleiter zur Seite, der jedoch eine zweitrangige Rolle spielte.
1930 nahmen die Bleus an der ersten Weltmeisterschaft teil; Barreau konnte jedoch aufgrund von beruflichen Verpflichtungen seine Mannschaft nicht nach Uruguay begleiten, Trainer Raoul Caudron vertrat ihn dort. 
Am 24. Februar 1936 wurde er vorübergehend zum alleinigen Sélectionneur bestimmt, ehe Anfang 1945 wieder ein Auswahlkomitee geschaffen und 1950 ein fest zugeordneter Trainer benannt wurde; in dem Gremium blieb Barreau bis nach der Weltmeisterschaft 1954 allerdings die dominante Figur. In dieser Rolle löste ihn Paul Nicolas ab, auch wenn Barreau dem Funktionärsstab der Nationalmannschaft erhalten blieb, bis er 1958 am Tag des WM-Gruppenspiels Frankreichs gegen Jugoslawien starb. Insgesamt war er in leitender Funktion für 197 Spiele der Équipe tricolore verantwortlich.
Einige Statistiker, auch der FIFA, führen Barreau als den ältesten „Coach“ in einer WM-Endrunde. Beim Vorrundenspiel Frankreichs gegen Mexiko bei der WM 1954, nach dem die Bleus trotz eines 3:2-Siegs ausschieden, war Barreau 70 Jahre und 194 Tage alt. Im Gegensatz zu Funktionär Barreau war Cesare Maldini, der als Übungsleiter von Paraguay bei der WM 2002 nur wenige Tage jünger war, als er im Achtelfinale gegen Deutschland ausschied, ein echter Trainer.